# SkySaga: Infinite Isles
SkySaga: Infinite Isles est un jeu de type bac à sable et MMORPG, produit par Smilegate, développé par Radiant World et jouable sur PC.
Le concept s'inspire de Minecraft, où, avec des cubes, le joueur peut construire à l'infini, mais en lui rajoutant une possibilité d'accomplir des quêtes et des donjons, seul, ou à plusieurs.
Le jeu est toujours en alpha,,. Les développeurs étaient en train de travailler sur la version Bêta du jeu lorsque son développement a été interrompu pour une durée indéterminée en août 2017.
Le développement du jeu a cessé brusquement et sans raison données le 22 août 2017.
L'équipe de développement de Radiant Worlds a officiellement été acquis par le groupe Rebellion cette nouvelle a été annoncée sur le Twitter officiel de Rebellion le 8 janvier 2018.
En 2023, le site officiel n'existe plus, et plus aucune nouvelle n'est trouvable sur ce MMORPG, aucun compte sociaux du jeu n'est actualisé depuis plusieurs années.

## Synopsis
L'aventure commence sur une île volante avec une ruine et un dirigeable accidenté que le joueur doit réparer afin de rencontrer d'autres joueurs dans une cité où il pourra acheter, vendre, échanger et trouver de nouvelles quêtes pour découvrir de nouveau monde. Suivant les différentes ressources découvertes, il pourra modéliser son île et personnaliser son équipement.

## Guildes
En juin 2015, le jeu possède trois guildes : la guilde des Explorateurs, la guilde des Colons, la guilde des Gladiateurs.